# Aydınbulaq
Aydınbulaq è un comune dell'Azerbaigian situato nel distretto di Şəki. Conta una popolazione di 885 abitanti.